# 閉店法
ドイツにおける閉店法（へいてんほう、独：Ladenschlussgesetz、LadSchlG）とは、小売店の閉店時間を規制するドイツ連邦法である。閉店法が現在の制度として制定されたのは1956年11月28日からであり、ドイツ労働組合らの圧力によるものであった。
現行の2003年8月2日制定のドイツ連邦法では、販売部門は以下の時点で閉店する必要がある。
1. 日曜および公的祝日 [1]
2. 月曜から土曜については、6:00未満もしくは20:00以降[1]
3. 12月24日は、この日が労働日である場合は、6:00以前もしくは14:00以降[1]

同法では、薬局、新聞・雑誌の販売スタンド、ガソリンスタンド、鉄道の駅、空港とフェリー港については別途個別の規定がある。
日曜および祝日を規制する(1)以外の条項については、連邦州の法にて個別規制することもできる。
違反者については、最高で2500ユーロの罰金となる。 故意の違反を行うことで、労働者を危険を晒したり、健康を害した場合には、最高で懲役6か月もしくは罰金となる。

## 歴史
ヴァイマル憲法では、日曜日を労働の休みとして規定しており、それは現在の憲法にも引き継がれている。

## 州ごとの規制

ドイツの地方行政区分

各州レベルにおいて、日曜・祝日を除いては、個別に営業時間を規制することも可能なため、連邦法よりも規制が緩和されている地域もある。

### 24/6方式
月曜から土曜については、昼夜を問わず任意の時間に営業してよい。
- バーデン＝ヴュルテンベルク州 - 発効:2007年3月6日
- ベルリン州 - 発効:2006年11月14日
- ブランデンブルク州 - 発効:2006年12月1日
- ブレーメン州 - 発効:2007年4月1日
- ハンブルク州 - 発効:2007年1月1日
- ヘッセン州 - 発効:2006年12月1日
- ニーダーザクセン州 - 発効:2006年11月21日
- ノルトライン＝ヴェストファーレン州 - 発効:2006年11月21日
- シュレースヴィヒ＝ホルシュタイン州  - 発効:2006年12月1日

### 24/5方式
月曜から金曜については、昼夜を問わず任意の時間に営業してよい。
- 土曜は22:00まで営業
  - メクレンブルク＝フォアポンメルン州 - - 発効:2007年7月2日
- 土曜は20:00まで営業
  - ザクセン＝アンハルト州 - 発効:2006年11月30日と
  - チューリンゲン州 - 発効:2006年11月24日

### その他の方式
月曜から土曜は、6:00から22:00まで営業してよい。
- ラインラント＝プファルツ州 - 発効:2006年11月29日と
- ザクセン州 - 発効: 2007年4月1日

### 連邦法と同じ
- バイエルン州
- ザールラント州